# Mihai Drăgănescu
Mihai Drăgănescu (n. 6 octombrie 1929, Făget, România – d. 28 mai 2010) a fost inginer, autor, eseist și filozof român, specialist în electronică, membru corespondent, membru titular și președinte al Academiei Române.
A fost profesor doctor docent la Institutul Politehnic din București și director general al ICI - Institutul de cercetare în Informatică. A avut contribuții la dezvoltarea teoriei tuburilor electronice (influența capacităților între electrozi asupra circuitelor electronice) și dispozitivelor semiconductoare (teoria tranzistorului la nivele mari de injecție, efecte capacitive și inductive în dispozitive semiconductoare etc.) sintetizate în câteva lucrări.
A fost membru de onoare al Academiei de Științe a Moldovei, membru corespondent al Institutului Ecuadorian pentru științe naturale, al Academiei europene de științe și arte (Academia Scienciorum et Artium Europeea) din Salzburg, Austria și s-a numărat printre cele 730 de personalități universale ale Academiei Mondiale de Artă și Stiință (World Academy of Art and Science).
În perioada 1965-1989, Mihai Drăgănescu a fost membru supleant al Partidului Comunist din România, deputat al Marii Adunări Naționale (1980-1985) și consilier tehnic al lui Nicolae Ceaușescu (1972). A fost membru al Consiliului Național al Frontului Salvării Naționale (1989-1990), a fost vice-prim ministru în Guvernul Petre Roman (1) (28 decembrie 1989 - 31 mai 1990) până la pensionare iar apoi a fost membru al Consiliului Național PDSR (1998-2000).

## Distincții
- Ordinul „Meritul Științific” clasa a II-a (26 septembrie 1966) „pentru merite deosebite în activitatea științifică, cu prilejul Centenarului Academiei Republicii Socialiste România”[5]
- Ordinul „Steaua Republicii Socialiste România” clasa a III-a (4 mai 1971) „cu prilejul aniversării a 50 de ani de la constituirea Partidului Comunist Român, [...] pentru merite deosebite în opera de construire a socialismului”[6]
- Ordinul Muncii clasa a II-a (21 august 1979) „pentru contribuția deosebită adusă la înfăptuirea politicii Partidului Comunist Român de făurire a societății socialiste multilateral dezvoltate în patria noastră, cu prilejul celei de-a 35-a aniversări a revoluției de eliberare socială și națională, antifascistă și antiimperialistă”[7]

## Lucrări publicate
- Circuite cu tranzistoare (1961) - în colaborare și sub redacția lui T. Tănăsescu
- Electronii la lucru (1961)
- Procese electronice în dispozitive semiconductoare de circuit (1962)
- Electronica corpului solid (1972)
- Muncă și economie (1974)
- Sistem și civilizație (1976)
- Profunzimile lumii materiale (1979); The Depths of Existence, editie Internet, 1997
- Precursori români ai ciberneticii (1979) - în colaborare
- Viitorul electronicii și informaticii (1979) - în colaborare cu Mircea Malița
- A doua revoluție industrială. Microelectronica, automatica, informatica-factori determinanți (1980)
- Informația între practică și fenomen (în volumul "Procese revoluționare în știință și tehnică și dezvoltarea societății", colecția "Idei contemporane", 1980)
- Noile tehnologii de vârf și societatea (1980) - în colaborare cu Vasile Baltac, Adrian Davidoviciu etc.
- Știință și civilizație (1984)
- Matematica în lumea de azi și de mâine (1985)
- Calculatoare electronice din generația a cincea (1985)
- Ortofizica - Încercare asupra lumii și omului din perspectiva științei contemporane (București: Ed. Științifică și Enciclopedică, 1985) - o lucrare controversată[8]
- Spiritualitate, informație și materie - eseuri (1988)
- Inelul lumii materiale (1989)
- Informația materiei (1990)
- Electronica funcțională (1991) - în colaborare cu Gh. Stefan, C. Burileanu
- Eseuri (1993)
- Cariatidele gândului (1996)
- L'Universalité ontologique de l'information (București: Ed. Academiei Române, 1996, ISBN 	973-27-0580-9)
- Preliminaries   to   The Philosophy   of   Integrative   Science,    Academy    of    Scientists- Romania, e-book, 2000
- Principles of integrative science (2003) - în colaborare cu Menas Kafatos
- De la societatea informațională la societatea cunoașterii (2003)
- Noua cultură în secolul XXI (2004)